# Atherigona variata
Atherigona variata är en tvåvingeart som beskrevs av Couri, Pont och Penny 2006. Atherigona variata ingår i släktet Atherigona och familjen husflugor.
Artens utbredningsområde är Madagaskar. Inga underarter finns listade i Catalogue of Life.